# Moray Sinus
Il Moray Sinus è una baia che si trova nella parte nord occidentale del Kraken Mare, il corpo liquido più esteso che si trovi sulla superficie di Titano. Nella parte centrale del Moray Sinus la profondita' è di circa 85 (-18, +28) m e l'attenuazione del segnale inviato dal radar altimetro della sonda Cassini risulta compatibile con una composizione del liquido di 70% metano, 16% azoto e 14% etano (assumendo un mix ideale). Nel Moray Sinus sfociano decine di canali ed è risultata essere un'area marina molto attiva in termini di variabilita' del segnale ricevuto dal radar sia dalla superficie del mare che dalle coste circostanti. 